# Fotografiska Föreningen i Göteborg

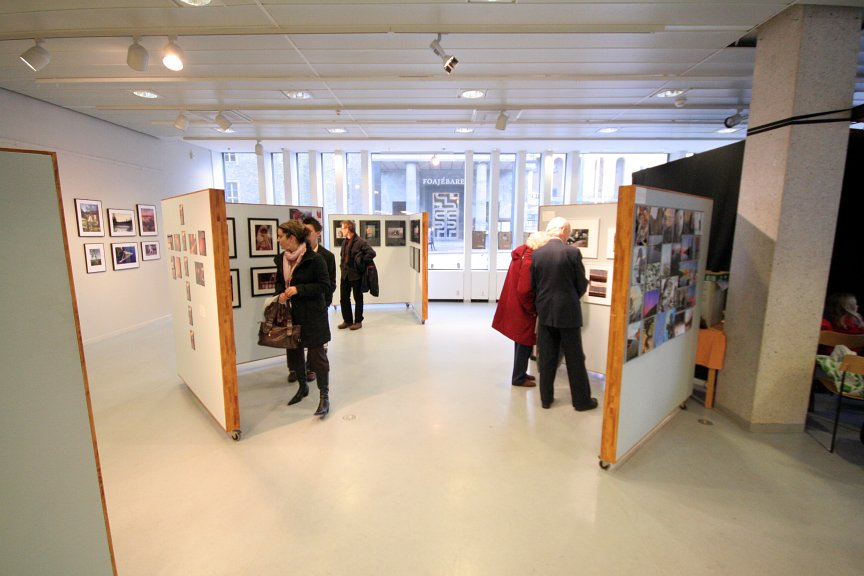
FFG:s jubileumsutställning 2006 på Stadsbiblioteket i Göteborg

Fotografiska Föreningen i Göteborg (FFG) är en fotoklubb i Göteborg vars verksamhet bland annat utgörs av föredrag, utflykter, tävlingar och utställningar.
Föreningen har 2017 cirka 100 betalande medlemmar.

## Historia
Föreningen bildades 1936 i Göteborg. Bland de ursprungliga medlemmarna märktes Anne-Marie Gripman, Esse Andersson, Sixten Sandell och Werner Almroth. Den 28 november hölls konstituerande sammanträde. Under detta första möte höll doktor Helmer Bäckström ett föredrag betitlat Från silverplåt till celluloidremsa.
År 1939 hade föreningen 112 medlemmar. I styrelsen fanns bland annat Bengt Kjerrman (ordförande), Folke D. Sörvik (sekreterare), och Gösta Skoglund (kassör). År 1940 blev doktor Gösta Göthlin ordförande och tävlingsverksamheten stimuleras. Redan året efter lade man beslag på färgpokalen i Riksfototävlingen. 1942 blev det dubbelseger för FFG i Riksfototävlingen. Möteslokal vid denna tid var  Röhsska konstslöjdmuseets källare. I början av femtiotalet etablerades ett samarbete mellan FFG och Göteborgs Konstmuseum med dess chef Alfred Westholm. Samarbetet resulterade i att man 1953 ordnade utställningen med Svensk fotografi.
1960-talet blev en storhetstid för FFG. Medlemsantalet ökade kraftigt och under några år var klubben Sveriges största fotoförening. Klubben byte möteslokal från konstslöjdmuseet till Ingenjörernas hus.
1966 genomförde FFG fototävlingen Det Göteborg som försvinner som utmynnade i en välbesökt utställning. 1970-talet blev början på en nedgångsperiod för FFG. Medlemsantalet gick ner. Verksamheten fortsatte dock med olika bildgrupper, studiecirklar, utflykter och föreläsningar.
I mitten av sjuttiotalet föddes inom FFG en idé om samarbete med andra klubbar och SGF - Samarbetsgruppen Göteborgsregionens Fotoklubbar bildas 1976 på FFG:s initiativ. I början av åttiotalet var klubben ansluten till Sällskapet Maneten.
1986 firades femtioårsjubileum med utställning på Fotohuset och en riksomfattande färgdiacup. Jubileumskommittén bestod av Tony Dalerstedt, Hans Nohlberg, Curt S. Ohlsson och Arvid Ödman.
Vid nittiotalets början var föreningens ekonomi ansträngd. 21 medlemmar från  Hasselblads kamerafabrik lämnade kollektivt klubben. 1997 firades ett något försenat 60-årsjubileum med utställning på Lilla Galleriet i Fotohuset. I början av 2000-talet förändras verksamheten med mer fokus på utflykter, bildverkstäder och annat som aktiverar medlemmarna. 
2006 firades sjuttioårsjubileum med fotoutställning på  Stadsbiblioteket i Göteborg.
2011 firades sjuttiofemårsjubileum med återigen en fotoutställning på  Stadsbiblioteket i Göteborg.